# Taksin
Taksin le Grand (thaï สมเด็จพระเจ้าตากสินมหาราช ) (17 avril 1734 – 6 avril 1782), est un roi du Siam, qui régna à Thonburi (Ouest de Bangkok) après la destruction du royaume d'Ayutthaya par les Birmans en 1767. Seul roi de Thonburi, il fut renversé et exécuté en 1782 par un de ses généraux (fondateur de la nouvelle dynastie Chakri sous le nom de Rama Ier). Il est considéré comme un des plus grands souverains siamois, pour ses prouesses militaires et sa capacité à réunifier le pays en seulement quinze ans.
Le gouvernement thaïlandais a déclaré le 28 décembre, jour de son couronnement, jour national d'hommage à sa mémoire. Depuis 1954, une cérémonie en son honneur a lieu annuellement à cette date place Wongwian Yai à Bangkok. Le 27 octobre 1981, le gouvernement a passé une résolution pour l'honorer sous le nom de « roi Taksin le Grand ».

## Premières années
Taksin est né dans la capitale Ayutthaya sous le règne de Maha Tammaratchathirat II (Boromma Kot). Il reçut le nom de Sin (Trésor). Son père Hai-Hong, qui était collecteur d'impôts, était un Sino-Thaïlandais originaire de Chaozhou avec des racines dans le district de Chenghai, et sa mère Nok-lang était thaï. À sept ans, Sin commença son éducation dans un monastère bouddhiste. C'est là, selon la légende, qu'un chiromancien chinois lui aurait annoncé, ainsi qu'à son ami Thong Duang, qu'ils avaient des lignes de la main favorables et qu'ils deviendraient tous deux rois (Thong Duang succéda à Taksin et est connu sous le nom de Rama Ier). Après sept ans au monastère, il fut envoyé par son père pour servir comme page royal.
Sin fut d'abord vice-gouverneur, puis gouverneur de la province de Tak,, où il gagna le surnom de Tak-Sin, « Trésor de Tak » (ou Trésor Exposé, dans la mesure où Tak (exposé) est exposée au danger venu de la Birmanie frontalière) ; son titre officiel était Phraya Tak.
À partir de 1764, il participa à la défense du royaume d'Ayutthaya contre les Birmans du roi Hsinbyushin. Il reçut le titre de Phraya Wachira Prakan et fut promu gouverneur de la province de Kamphaeng Phet. Les Birmans finirent par mettre le siège devant Ayutthaya. Taksin joua un rôle majeur dans la défense de la ville, qu'il réussit à quitter à la tête d'une petite armée peu avant sa chute le 7 avril 1767. Cette action ne fut jamais bien expliquée, dans la mesure où Ayutthaya se trouve sur une île : la manière dont Taksin et ses partisans échappèrent à l'encerclement birman reste un mystère.
Après la destruction d'Ayutthaya et la mort du roi Suriyamarin, le pays se trouva divisé en six, Taksin contrôlant la côte est avec Thong Duang, maintenant appelé le général Chao Phraya Chakri.
Parmi ses rivaux se trouvait le prince de Chanthaburi, qui lui avait promis son amitié mais se voyait maintenant en chef d'État. Le 15 juin 1767, Taksin s'empara de Chanthaburi, dont il fit son quartier général et son arsenal. Il obtint ensuite la soumission de Trat (près du Cambodge actuel) ; une bataille navale lui permit de s'emparer des jonques chinoises présentes dans la baie. D'autres commandants vinrent alors le rejoindre. Le plus important était Nai Sudchinda, un autre officier des pages royaux, qui devint Khrom Phra Ratchawang Bawon Sathan Monkon sous le règne de Rama Ier.

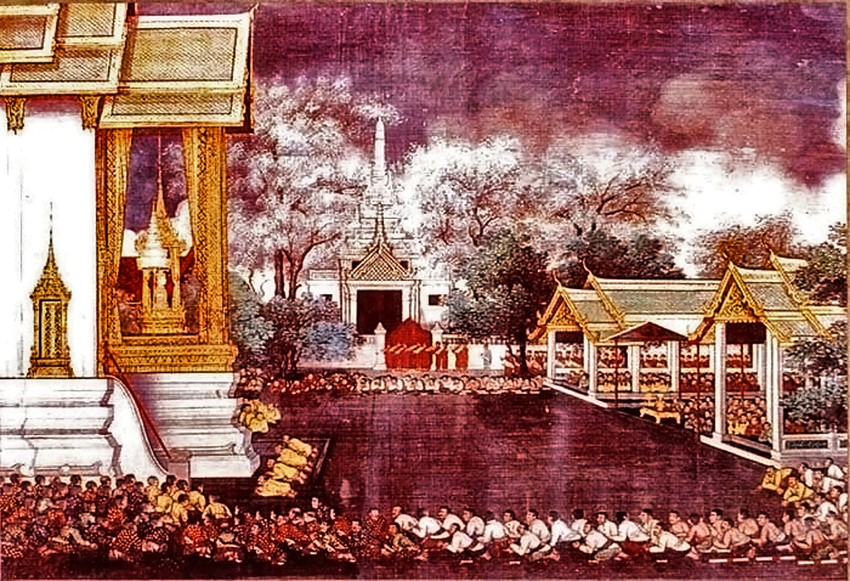
Couronnement de Taksin.

Après la saison des pluies, Taksin mena sa flotte dans le delta de la Chao Phraya. Il s'empara de Thonburi, puis attaqua les Birmans du camp de Pho Sam Ton à Ayutthaya, qu'il conquit après deux jours de combat, le 7 novembre 1767. Cette victoire représentait un symbole de la libération du pays. Taksin se consacra ensuite à la remise en ordre de celui-ci. Il établit sa capitale à Thonburi, à la fois proche de l'ancienne capitale et de la mer (pour s'échapper vers l'est en cas de besoin). La ville reçut le nom de Krung Thon Buri Si Mahasamut, Thonburi Gloire de l'Océan. Taksin s'y fit construire un palais (à proximité du fort Wichaiprasit) et y fut couronné roi le 28 décembre 1768.

## Règne

### Expansion territoriale

Expansion du royaume à la fin du règne de Taksin.

En 1770, Taksin attaqua les seigneurs Nguyễn pour le contrôle du Cambodge. Après des défaites initiales, l'armée siamoise-cambodgienne réussit à vaincre l'armée vietnamienne en 1771 et 1772. En 1773, les Nguyen conclurent un traité de paix avec Taksin, par lequel ils lui abandonnaient une partie de leurs territoires du Cambodge (Ces événements provoquèrent la rébellion des Tay Son, qui finirent par renverser les Nguyen).
Taksin prit ensuite le contrôle de la région de Chiang Mai en 1774.
En 1776, ses territoires s'étendirent dans le sud de l'actuel Laos, et les villes khmères de Surin, Sangkha et Khukhan devinrent ses vassales.
En 1778, Vientiane fut prise par le général Chakri et le Bouddha d'émeraude transporté à Thonburi. Sa rivale Luang Prabang prêta serment d'allégeance à la royauté siamoise.
L'ensemble du Cambodge devint enfin un État vassal du Siam en 1779.
Le royaume atteignait ainsi un développement qu'il n'avait jamais connu lors de la période d'Ayutthaya,. Il comprenait l'ancien royaume de Lanna, les anciens royaumes de Vientiane et de Luang Prabang, le royaume de Champassak, le Cambodge, s'étendait largement sur la péninsule malaise et avait accès à l'océan Indien par Mergui et le Tenasserim.

### Politique étrangère
Lors du règne de Taksin, les relations avec les États voisins furent les suivantes :
Birmanie
Elle fut l'ennemie jurée de Thonburi, qu'elle affronta huit fois durant les dix premières années du règne de Taksin.
Cambodge
Le Cambodge avait été vassal du royaume d'Ayutthaya. Après la chute de celui-ci, il chercha à regagner son indépendance. L'ayant à nouveau soumis, Taksin envisagea en 1781 de l'annexer purement et simplement. Sa mort ne lui permit pas de réaliser ce projet.
Chine
Les relations de la dynastie Qing avec Taksin peuvent être divisées en trois périodes :
- 1767-1770 : les Qing refusent d'admettre sa légitimité, sur la foi d'un rapport du prince de Chanthaburi.
- 1770-1771 : les Qing commencent à douter de la véracité du rapport du prince et changent d'attitude vis-à-vis de Taksin, dont le pouvoir s'est affermi dans l'intervalle.
- 1771-1772 : l'ambassadeur de Thonburi est chaleureusement accueilli à la cour de l'empereur Qianlong, qui reconnaît Taksin comme souverain légitime du Siam[14],[15].

Laos
Les trois royaumes laotiens passèrent successivement sous influence thaïe : en 1776, le royaume de Champassak fut conquis avec le sud du pays, puis en 1778 Vientiane, tandis que Luang Prabang prêtait serment d'allégeance. Le Laos resta vassal du Siam jusqu'à la fin du règne.
Autres états thaï

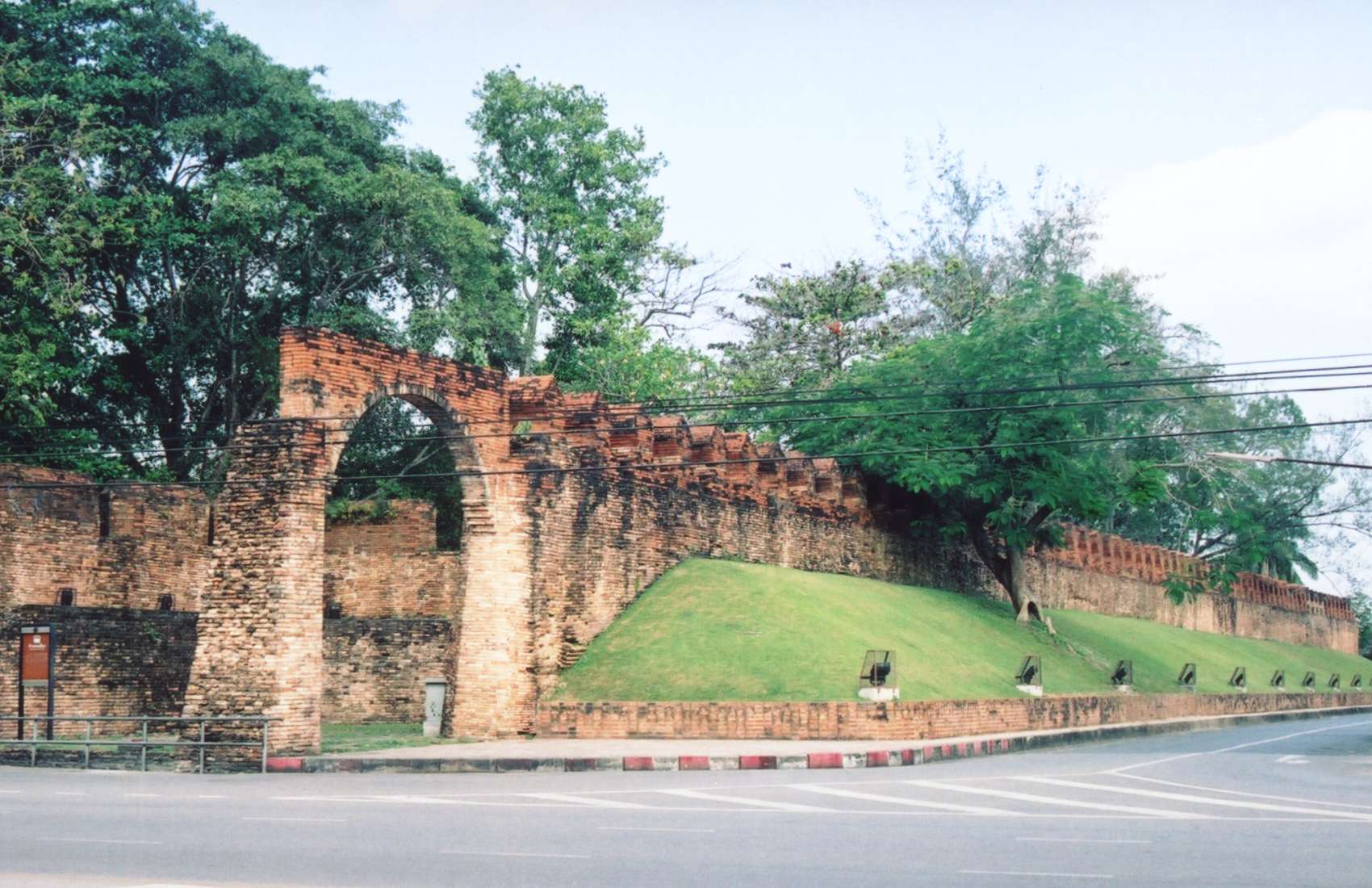
Reste des murailles de Nakhon Si Thammarat.

- Lanna : Chiang Mai, Lampang, Lamphun, Phrae et Nan, gouvernés par leurs propres princes, étaient importants pour le Siam comme pour la Birmanie. Sous Taksin, l'influence siamoise prit le dessus.
- Nakhon Si Thammarat : après avoir pris la ville en 1769, Taksin lui rendit son autonomie en tant qu'état vassal. Son gouverneur prit le titre de Chao Nakhon Si Thammarat, ce qui en faisait l'équivalent d'un roi. Nakhon Si Thammarat resta en excellents termes avec Thonburi jusqu'à la fin du règne[16].

États malais
Plusieurs états malais, le sultanat de Pattani, le Kelantan, et Trengganu étaient vassaux du la Siam depuis l'époque de Sukhothaï. À la chute d'Ayutthaya, ils redevinrent indépendants. Taksin étant occupé ailleurs, ils le restèrent jusqu'à la fin de son règne.
Viêt Nam
Les relations avec le Viêt Nam connaissent deux phases. Les Tay Son sont d'abord favorables au Siam, qui les a aidés à se débarrasser des Nguyen. Dans un second temps, l'insistance de Taksin à récupérer le Cambodge fait renaître des tensions et à la fin de son règne, les deux états se retrouvent pratiquement en guerre,.

### Administration
Thonburi reprit les structures administratives d'Ayutthaya ; l'administration du pays formait trois ensembles :
- Administration centrale : elle était sous la responsabilité des ministres des quatre départements des affaires civiles, palatiales, financières et agricoles.
- Administration provinciale : les provinces pouvaient avoir deux statuts : certaines étaient gouvernées par des officiers du pouvoir central à rang de phraya (comme l'avait été Taksin lui-même), d'autres constituaient des états-vassaux.
- Main-d'œuvre (Phrai) : le contrôle de la main-d'œuvre était vital pour l'administration. Le système s'effondra avec la chute d'Ayutthaya : les officiels en charge profitèrent de l'occasion pour faire passer les hommes du roi (phrai luang) à leur service exclusif, ce qui privait le royaume de la corvée et des impôts que ceux-ci devaient. Taksin remit en place le système du phrai, mais réduisit la durée de la corvée annuelle de six à quatre mois[20]. Il ordonna que tous les hommes libres (phrai luang) et les nouvelles recrues (phrai som) soient tatoués sur le poignet (1773). Pour la première fois, les hommes de toutes les divisions et de tous les départements durent être tatoués[21].

### Questions religieuses

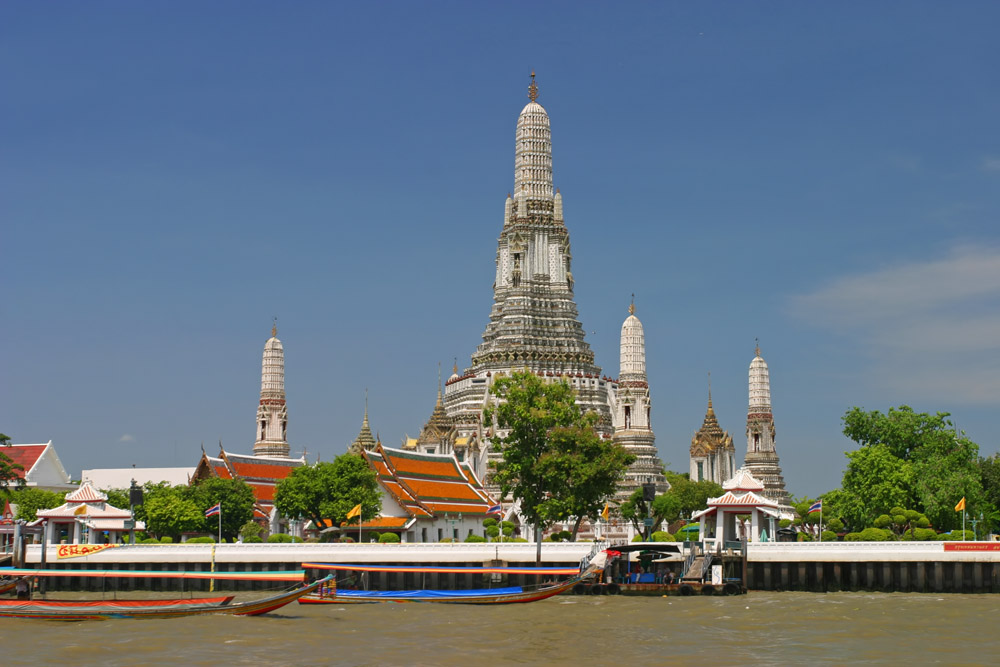
Le Wat Arun accueillit le Bouddha d'émeraude entre 1778 et 1784.

Bien que le pays ait été presque constamment en guerre, Taksin se montra désireux de redonner au bouddhisme son lustre de l'époque d'Ayutthaya : la renaissance politique devait aller de pair avec une renaissance religieuse.
Réorganisation des monastères
Dès l'établissement de Thonburi comme capitale, le roi réorganisa les monastères. Quand il se rendit dans le Nord pour combattre la faction de Phra Fang à Uttaradit (1770), il observa le relâchement des bonzes locaux. Il fit venir des dignitaires de la capitale pour les remettre dans la droite ligne des enseignements du Bouddha.
Reconstitution du canon bouddhique
Taksin fit rechercher les manuscrits du Tipitaka (canon bouddhique pâli) qui auraient pu survivre à la chute d'Ayutthaya pour les faire copier pour sa nouvelle capitale. Quand il soumit Nakhon Si Thammarat en 1769, il demanda qu'on lui prête un Tipitaka, qu'il fit transporter par bateau pour être copié à Thonburi. De son expédition contre Uttaradit, il ramena à une autre version du Tipitaka, pour la comparer avec celle de Nakhon Si Thammarat, ce qui fut très utile lors de la révision du texte au cours du règne suivant.
Réception du Bouddha d'émeraude
Après la prise de Vientiane par le général Chakri (1778), le Bouddha d'émeraude et le Phra Bang furent transportés à Thonburi. Taksin les accueillit à la tête d'une procession de 246 embarcations. Ils furent déposés au Wat Arun Ratchawararam (temple de l'Aube). Le Bouddha d'émeraude est depuis devenu l'emblème religieux de la Thaïlande.
Restauration de temples
Taksin fit restaurer à ses frais de nombreux monastères, qu'il nomma temples royaux, comme le Wat Intharam, le Wat Hong Ratanaram, et le Wat Arun Ratchawaram.
Promulgation de la discipline monastique
En 1773, Taksin promulgua une loi sur la vie monastique en accord avec la doctrine et avec la discipline bouddhiques ; elle est considérée comme la première loi thaïlandaise sur les moines. Il utilisa aussi des concepts bouddhiques pour définir l'ordre social de l'époque.

### Arts et littérature
Les troubles de la période n'ont pas permis une production littéraire abondante ; celle qui existe est cependant de grande valeur.
Arts de cour
Après la prise de Nakhon Si Thammarat en 1769, Taksin ramena dans sa capitale la troupe de danseuses du chef rebelle. Avec des danseurs d'autres origines, elles constituèrent la troupe royale de Thonburi, sur le modèle de celle d'Ayuttaya. Taksin écrivit quatre épisodes du Ramakien pour elle.
Art
La plus importante œuvre d'art de la période est un ouvrage manuscrit illustré qui présente les trois mondes : celui du Bouddha, le Ciel et l'Enfer. Taksin le fit dessiner en 1776, suivant d'anciennes croyances religieuses rapportées dans un ancien manuscrit thaï, le Tri Poom. C'est un des plus grands ouvrages manuscrits illustrés de Thaïlande, atteignant 34,72 m déplié. Les deux côtés portant des peintures en couleur de la main de quatre artistes. Il se trouve à présent à la Bibliothèque nationale, Tha Wasuki, à Bangkok.
Artisanat
Taksin découvrit qu'il restait peu d'artisans de valeur à Thonburi. Il en rassembla et chercha à ranimer l'art et l'artisanat, notamment la construction navale, l'architecture, la décoration et la peinture. La plupart de ces artisans étaient des apprentis et leur production est généralement peu remarquable. On trouve cependant quelques œuvres exceptionnelles, parmi lesquelles :
- Le lit de Taksin, qui se trouve aujourd'hui au Wat Intharam à Thonburi[28].
- Un siège de méditation, actuellement dans le petit vihara devant le prang du Wat Arun[29].
- Un coffret laqué noir et or, daté de la période de Thonburi et conservé dans la section Vajirayan de la bibliothèque nationale de Thaïlande[30].
- Phra Racha Wang Derm : la salle de trône de Taksin. Elle se trouve dans l'actuel quartier-général de la marine royale thaïlandaise, près du Wat Arun[31].

### Économie
Taksin encouragea les Chinois à s'installer au Siam, surtout ceux de Chaozhou, dans l'intention de ranimer l'économie et pour améliorer le niveau des ouvriers locaux. À mesure que l'influence économique de ces immigrants se faisait sentir, de nombreux aristocrates issus de la noblesse d'Ayutthaya commencèrent à se tourner contre lui. Cette opposition fut menée principalement par les Bunnag, une famille d'aristocrates-marchands d'origine persane.
En 1775, le Siam se trouva dans une situation économique périlleuse et Taksin dut puiser dans son trésor pour nourrir et habiller le peuple. L'économie connut ensuite une période d'expansion,.
Taksin fit construire ou rénover des routes, ainsi que des canaux.

#### Commerce extérieur
La période de Thonburi est considérée comme un âge d'or du commerce extérieur, aussi bien celui du Roi que celui des particuliers. Taksin le considérait comme un moyen d'augmenter les ressources du royaume et de réduire la pression fiscale sur le peuple. De nombreux navires royaux y furent affectés.
Commerce avec la Chine
Tout au long du règne de Taksin, des jonques chinoises se rendirent à Thonburi, tandis que des navires royaux partaient pour la Chine, considérée comme le partenaire commercial le plus important.
Les échanges commerciaux commencèrent par le riz et inclurent ensuite des biens produits par le clan de Chaozhou comme des céramiques, de la soie, des fruits au vinaigre (pickles) et des nattes. Au retour, les Chinois chargeaient leurs navires de produits thaïs comme du riz, des épices, du bois, de l'étain et du plomb.
Les registres de la dynastie Qing pour la quarante-deuxième année du règne de l'empereur Qianlong (1777) indiquent : « Les produits importants de Thaïlande sont l'ambre, l'or, les pierres de couleur, les pépites d'or, la poudre d'or, les pierres semi-précieuses et le plomb dur ».
Commerce avec le Portugal
Les navires siaimois se rendirent à Goa, colonie portugaise de la côte ouest de l'Inde. Néanmoins, il n'y eut pas de relations diplomatiques officielles.
Commerce avec la Grande-Bretagne
Le plus important fournisseur d'armes de Thonburi fut la Grande-Bretagne, dont le centre d'opération était l'Inde. En 1776, Francis Light, qui était basé près de Phuket, envoya à Taksin un cadeau comportant notamment 1 400 fusils à pierre. Plus tard, Thonburi commanda directement des fusils à la Grande-Bretagne.
Des lettres royales furent échangées et en 1777, George Stratton (en), vice-roi de Madras, envoya un fourreau d'or décoré de pierreries à Taksin.
Commerce avec les Pays-Bas
En 1770, des habitants de Terengganu et Jakarta (alors sous contrôle hollandais) offrirent à Taksin 2 200 fusils.

#### Émissions monétaires
Durant la période de Thonburi, les pièces « en balle » (Pod Duang) sont d'argent pur et de même poids et valeur que celles des périodes précédentes (pré-Sukhothaï, Sukhothaï et Ayutthaya). Elles restèrent en usage jusque sous Rama IV (1851-1868). L'emblème du règne était imprimé devant : c'était le Trisul ou Tri, un trident arme du dieu Issawara, associé au Tawiwuth-a, une fourche à deux dents. Le symbole de souveraineté, qui était encore le Chakra, représentant le dieu hindouiste Narai, était imprimé sur le dessus.

## Décès

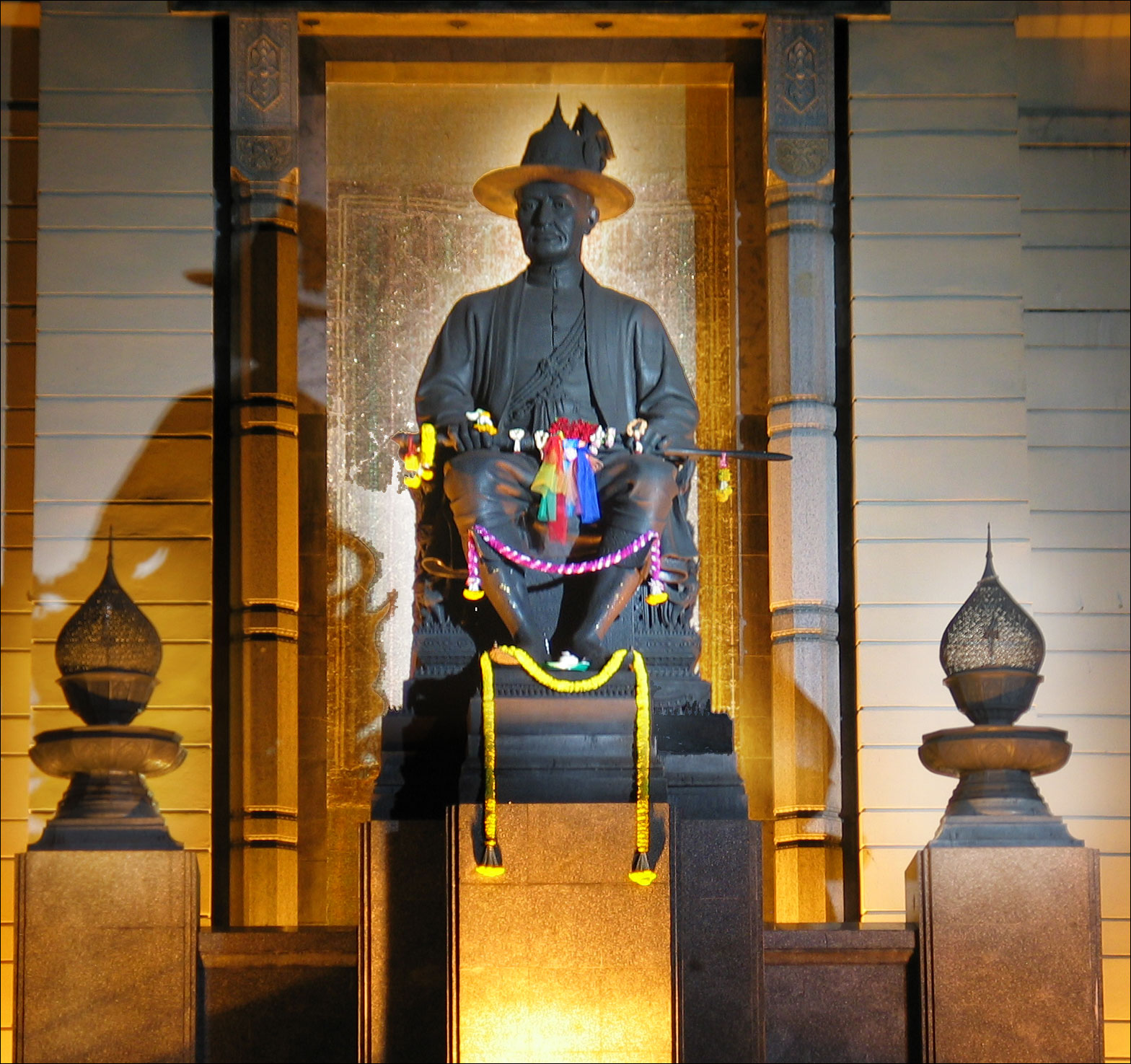
Statue de Chao Phraya Chakri, ou Rama Ier, successeur de Taksin.

Les historiens thaïlandais indiquent que Taksin commença à se comporter en fanatique religieux. En 1781, il montra des signes croissants de folie, se considérant comme un futur Bouddha et faisant fouetter les moines qui refusaient de le vénérer comme tel. Plusieurs historiens suggèrent que ces anecdotes ont pu être inventées pour justifier son renversement. Cependant les lettres d'un prêtre français présent à Thonburi à cette époque semblent confirmer les récits du comportement étrange du monarque.
Selon certaines sources, Taksin punit aussi de façon excessive certains abus des membres de son administration : de hauts personnages furent torturés et exécutés, sévérité qui a pu contribuer au mécontentement général. Quoi qu'il en soit, en mars 1782, il fut déclaré fou et renversé par un coup d'État conduit par Phraya San.
Bien qu'il eût demandé à se faire bonze, il fut exécuté peu après, le 6 avril 1782 : il fut enfermé dans un sac en velours et battu à mort avec un bâton de bois de santal parfumé, de manière à respecter la tradition qui voulait qu'aucune goutte de sang royal ne touchât le sol. Cette exécution fut jugée nécessaire pour éviter qu'il ne devînt le centre d'une révolte contre son successeur, comme cela était arrivé fréquemment à l'époque d'Ayutthaya. Plusieurs de ses partisans furent mis à mort les jours suivants.
Selon une version populaire, Taksin fut envoyé en secret dans les montagnes de Nakhon Si Thammarat, où il aurait vécu jusqu'en 1825, un sosie étant exécuté à sa place.
Au moment du coup d'État, le général Chao Phraya Chakri combattait au Cambodge. Il revint rapidement à la capitale, où les rebelles se soumirent et lui offrirent le trône. Selon une autre version des événements, désirant monter sur le trône, il avait accusé Taksin d'être Chinois ; cependant ceci ne prend pas en compte le fait qu'il était lui-même en partie d'origine chinoise, et qu'il avait épousé une des filles de Taksin. Toujours est-il qu'avant de revenir à Thonburi il avait convoqué le fils de Taksin au Cambodge, où il l'avait fait exécuter.

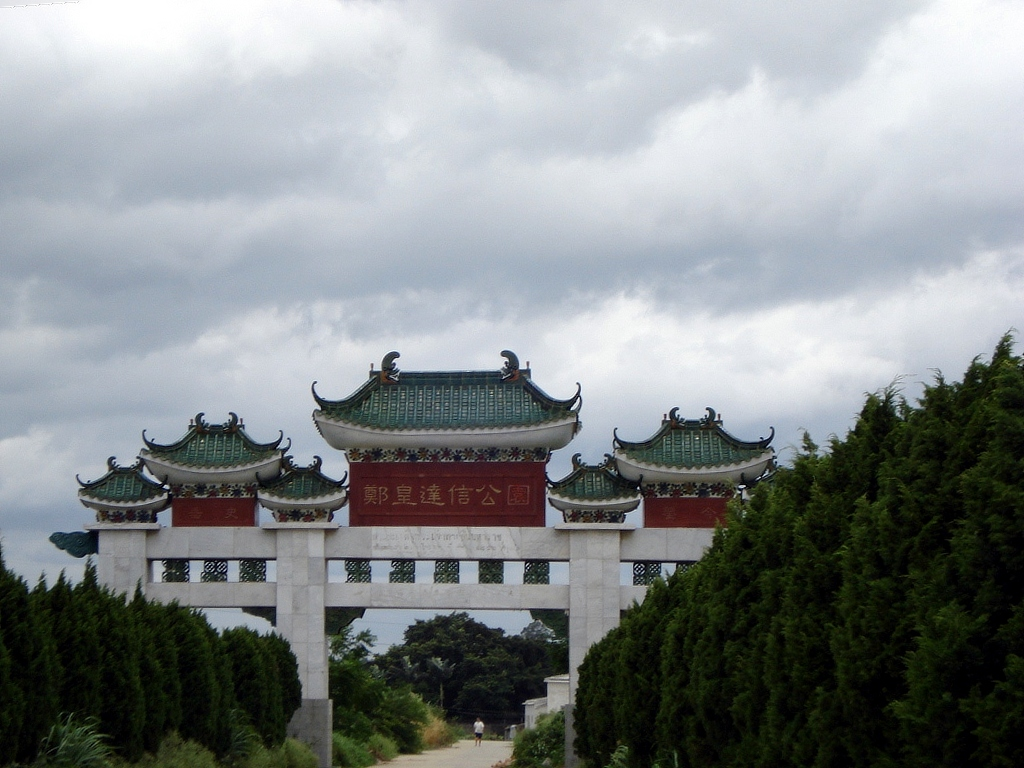
Entrée du sanctuaire des vêtements de Taksin.

Les restes de Taksin furent enterrés au Wat Bang Yireua Tai, puis déterrés et brûlés sous l'ordre de Rama Ier en 1785. En 1921, une tombe contenant ses vêtements et un sanctuaire familial furent découverts dans le District de Chenghai, dans la préfecture chinoise de Shantou. On suppose qu'un de ses descendants y aurait envoyé ces vêtements pour qu'ils y soient brûlés selon la coutume chinoise. Cela accrédite la tradition selon laquelle cet endroit serait la ville natale de son père.